# Nepal Airlines
 Nepal Airlines (anteriormente conhecida como  Royal Nepal Airlines)  é uma empresa aérea do Nepal. Sua sede é no Edifício NAC, na capital do país Catmandu, e sua base principal é o Aeroporto Internacional de Tribhuvan, Catmandu. A companhia aérea foi fundada em julho de 1958 como Real do Nepal Airlines Corporation ( RNAC ). 

O Primeiro avião da companhia aérea foi um único Douglas DC-3 , usado para servir rotas domésticas e um punhado de destinos na Índia. A companhia aérea adquiriu seu primeiro avião um jato 727, em 1972. Em 2004, o governo do Nepal decidiu vender 49% de sua participação na Nepal Airlines para o setor privado . 

A partir de abril de 2014, a companhia opera uma frota de seis aeronaves e voa para 36 destinos de sete dos quais são internacionais.

## Frota

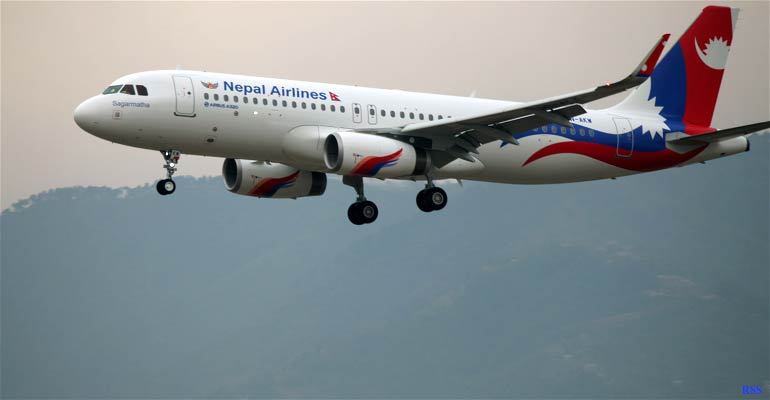
Airbus A320 da Nepal Airlines.

A Nepal Airlines possuía até agosto de 2016 as seguintes aeronaves:
- 2 Airbus A320
- 1 Boeing 757-200
- 1 Boeing 757-200M
- 1 Xian MA-60
- 3 De Havilland Canada DHC-6 Twin Otter
- 1 Harbin Y-12